# Socjaldemokratyczny Związek Macedonii
Socjaldemokratyczny Związek Macedonii, SDSM (mac. Социјалдемократски сојуз на Македонија) – socjaldemokratyczna partia polityczna w Macedonii Północnej. Została założona w 20 kwietnia 1991 roku jako następca Związku Komunistów Macedonii. Obecnym przywódcą stronnictwa jest Dimitar Kowaczewski.